# プロフェッサーキューブ

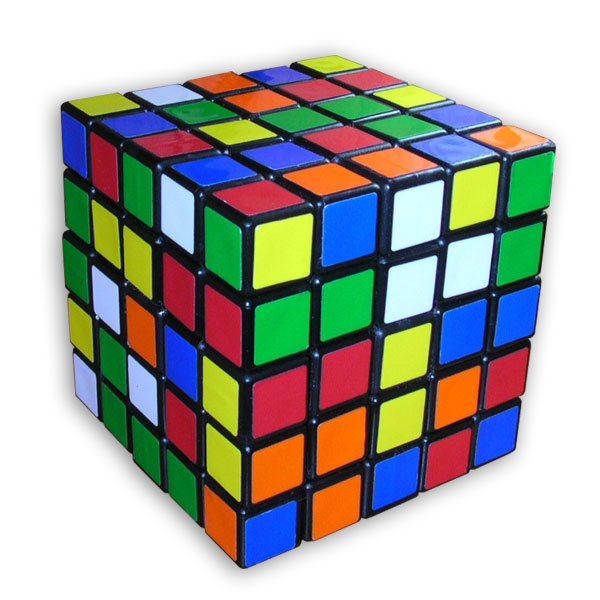
プロフェッサーキューブ

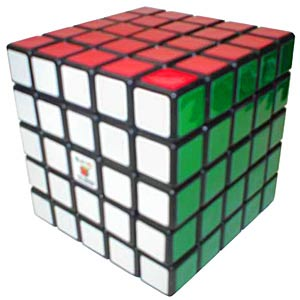
色をそろえた状態

プロフェッサーキューブ (Professor's Cube) は、1991年に発売されたルービックキューブの5×5×5版の立方体パズルである。2018年以降はルービックキューブ5×5の名称で発売されている。
配置の組み合わせの数は、282,870,942,277,741,856,536,180,333,107,150,328,293,127,731,985,672,134,721,536,000,000,000,000,000（約2.8×1074）通りであり、無量大数（1068）を大きく上回る。
プロフェッサーキューブを揃えられるためには、ルービックリベンジとルービックキューブを揃えられることが必要不可欠である。この2つが揃えられる人にはそう難しくはない。ただし、センターキューブの上下左右の（1面につき）4つのパーツだけは処理を新たに考える必要がある。